# Thomasomys onkiro
Thomasomys onkiro е вид бозайник от семейство Хомякови (Cricetidae). Видът е световно застрашен, със статут Уязвим.

## Разпространение
Разпространен е в Перу.